# Raión de Sisian
El raión de Sisian es uno de los cuatro raiones que forman la provincia armenia de Syunik. Se encuentra al norte de la provincia, con una población a fecha de 12 de octubre de 2011 de 30 265 habitantes.
Está formado por las siguientes localidades:
- Aghitu 436
- Akhlatyan 535
- Angeghakot 1582
- Arevis 54
- Ashotavan 589
- Balak 174
- Bnunis 176
- Brnakot 1960
- Darbas 556
- Dastakert 323
- Getatagh 182
- Gorayk 435
- Hatsavan 253
- Ishkhanasar 294
- Lor 365
- Ltsen 76
- Mutsk 324
- Noravan 485
- Nzhdeh 92
- Salvard 263
- Sarnakunk 474
- Shaghat 969
- Shaki 1197
- Shamb 416
- Shenatagh 389
- Sisian 14 894
- Spandaryan 371
- Tanahat 7
- Tasik 221
- Tolors 332
- Torunik 120
- Tsghuk 422
- Tsghuni 47
- Uyts 396
- Vaghatin 593
- Vorotan 263[1]